# Isosaari (ö i Finland, Mellersta Finland, Äänekoski)
Isosaari är en ö i Finland. Den ligger i sjön Iso-Jurvo och i kommunen Äänekoski i den ekonomiska regionen  Äänekoski ekonomiska region  och landskapet Mellersta Finland, i den centrala delen av landet, 280 km norr om huvudstaden Helsingfors. Öns area är 3,8 hektar och dess största längd är 390 meter i öst-västlig riktning.